# Erster Mai

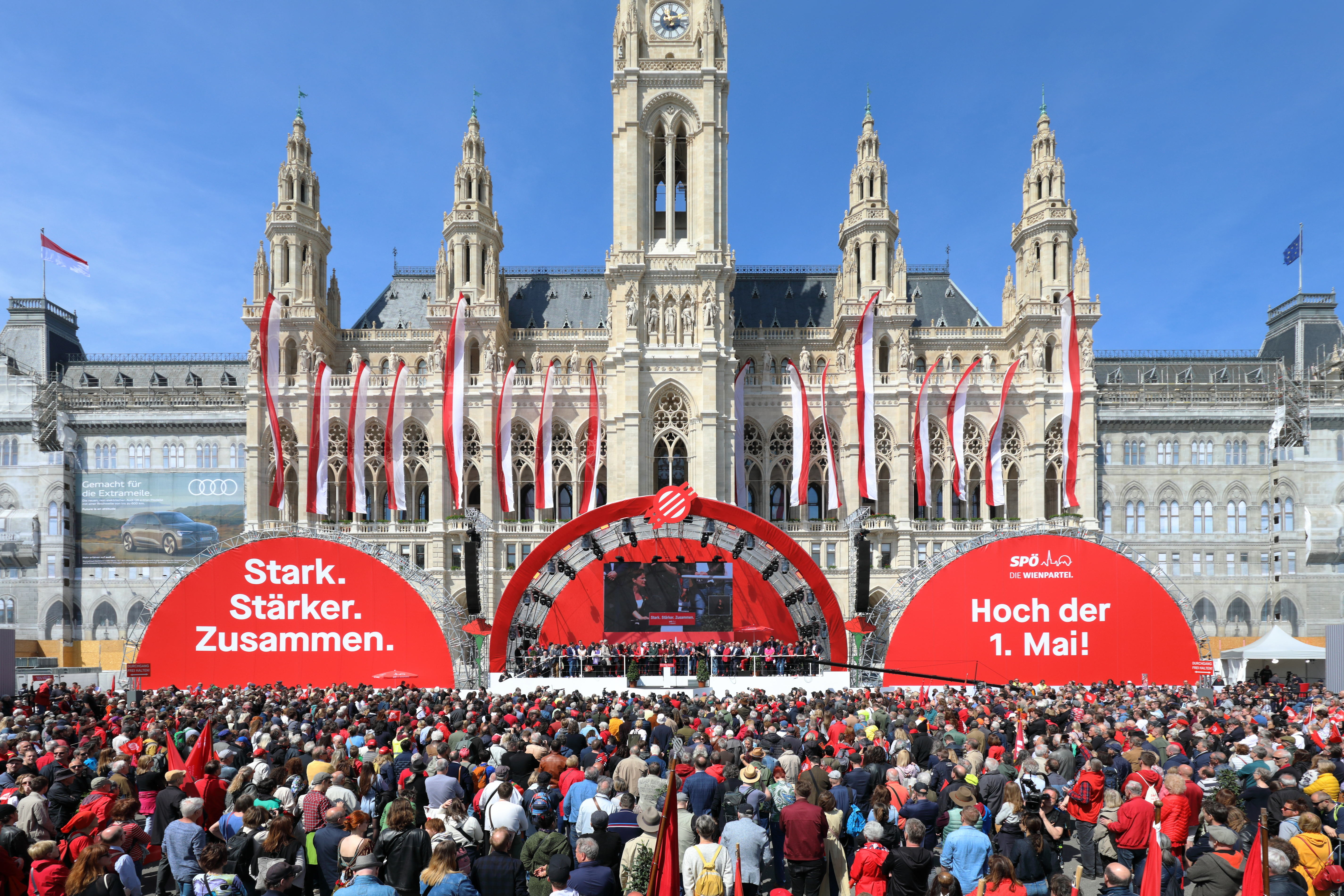
Mai-Aufmarsch der SPÖ Wien am Rathausplatz in Wien (2023) mit dem beflaggten Rathaus im Hintergrund

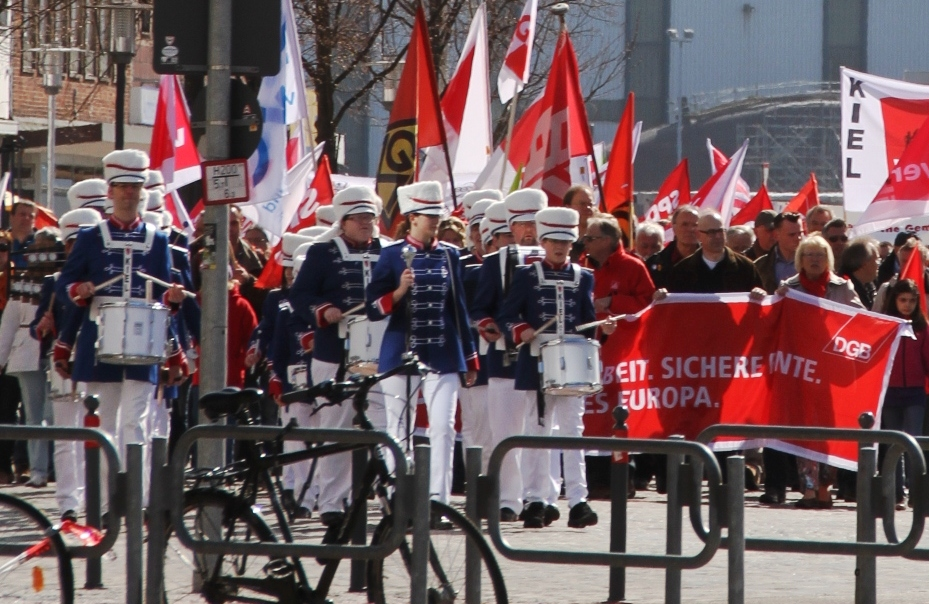
Demonstration zum 1. Mai bei einer Kieler Werft (2013)

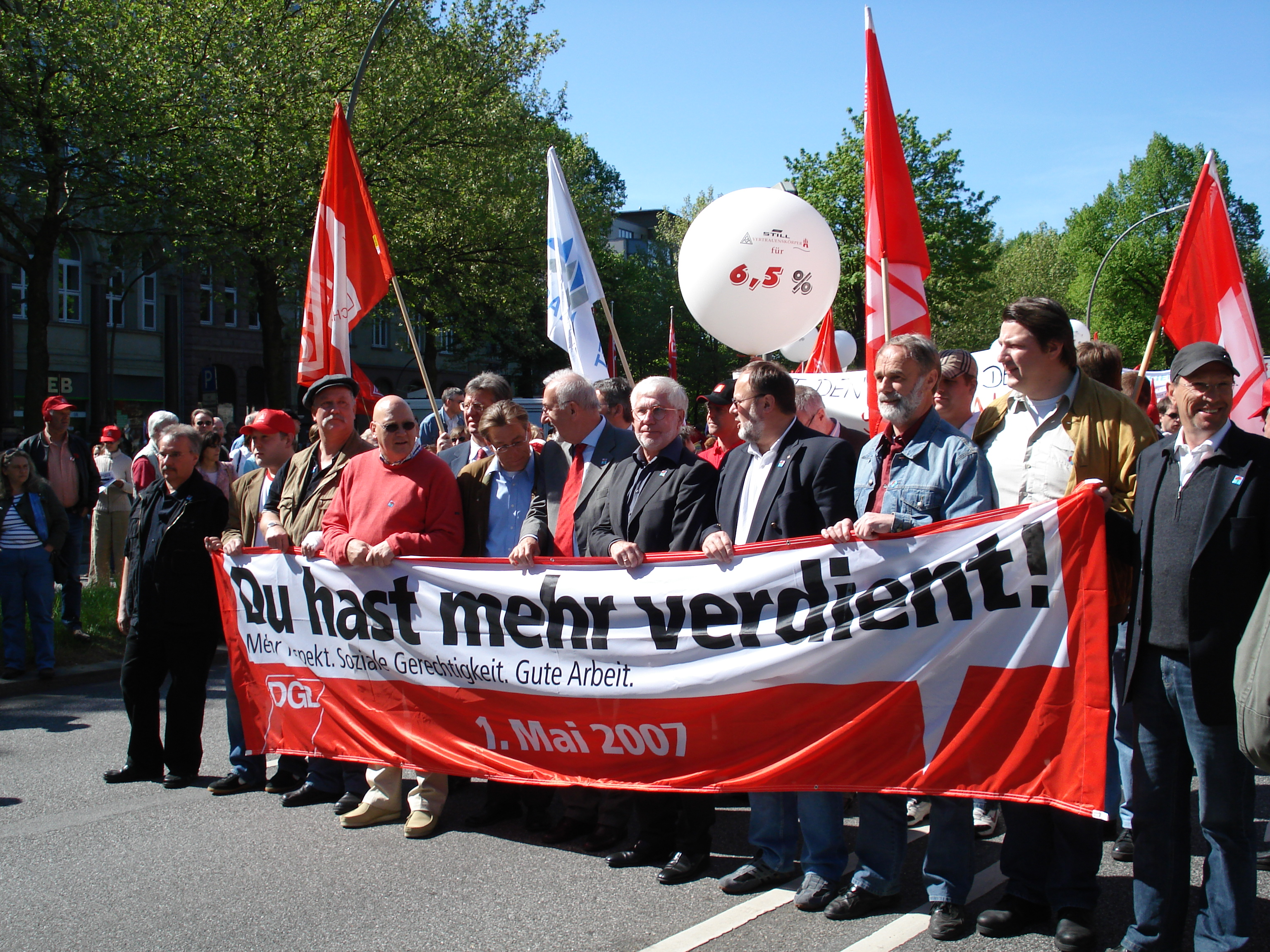
Aufstellung zur Mai-Demonstration in Hamburg (2007)

Der Erste Mai wird als Tag der Arbeit, Tag der Arbeiterbewegung, Internationaler Kampftag der Arbeiterklasse oder auch als Maifeiertag bezeichnet. Er ist in Deutschland, Liechtenstein, Luxemburg, Österreich, Belgien, Teilen der Schweiz und in vielen anderen Staaten ein gesetzlicher Feiertag.

## Geschichte: Haymarket Affair

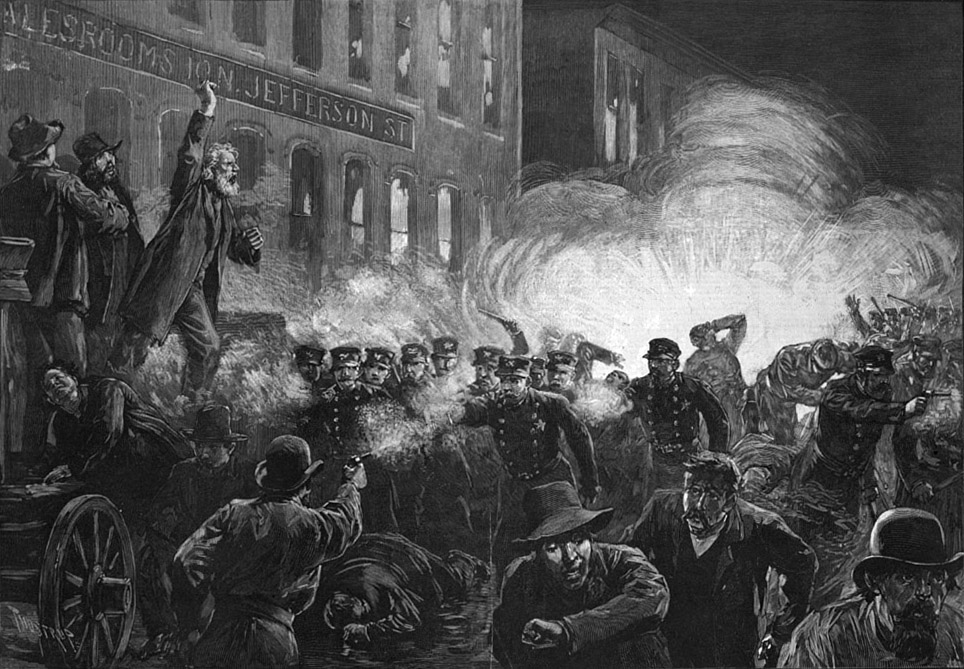
Dieser Schnitt von 1886 war die meistverbreitete Illustration der Haymarket-Affäre. Er kombiniert Samuel Fieldens Ansprache, die anschließende Bombenexplosion und die danach stattfindende Schießerei.

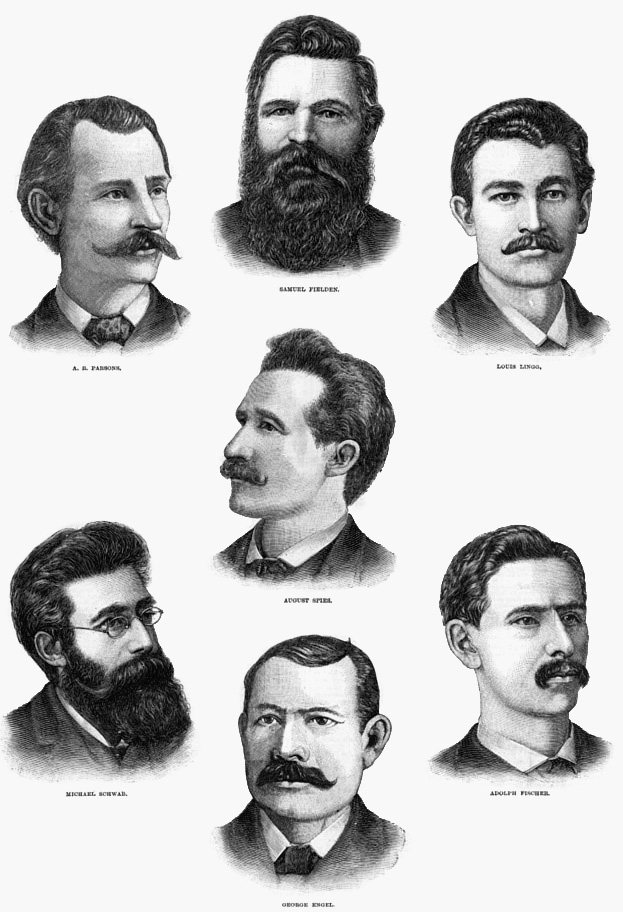
Die 7 zum Tode verurteilten Anarchisten. Der nicht abgebildete 8. wurde zu 15 Jahren Zuchthaus verurteilt.

Anfang 1886 rief die nordamerikanische Arbeiterbewegung zur Durchsetzung des Achtstundentags zum Generalstreik am 1. Mai auf – in Anlehnung an die Massendemonstration am 1. Mai 1856 im australischen Bundesstaat Victoria, die ebenfalls den Achtstundentag forderte. Der 1. Mai war traditionell auch der moving day, der Stichtag, zu dem Arbeitsverhältnisse beendet wurden. Das bedeutete oft einen Umzug zu einem anderen Ort, um neue Arbeit zu finden. Es kam darauf zu Massenstreiks und Demonstrationen in den Industrieregionen.
Auch in einer Chicagoer Fabrik für landwirtschaftliche Geräte erklärte sich zu dieser Zeit die Mehrheit der Arbeiter solidarisch gegen die Betriebsleitung und drohte angesichts des herrschenden 12-Stunden-Tages bei einem Tagesverdienst von durchschnittlich drei US-Dollar mit Streiks. Die Geschäftsleitung reagierte mit Massenaussperrungen und versuchte, die nun 800 bis 1000 freien Stellen mit neuen Einwanderern zu besetzen. Infolge der Kampagnen der sozialistischen Chicagoer Arbeiter-Zeitung meldeten sich jedoch nur 300 neue Arbeiter, während in anderen Fällen Arbeiter vor der Fabrikpforte Schlange standen. Das wurde und wird bis heute als großer Sieg der Gewerkschaft gewertet.
An einem damals regulären Arbeitstag, dem Samstag, 1. Mai 1886, demonstrierten Tausende von Arbeitern. Sie streikten und nahmen an Kundgebungen teil, die vielerorts in den Vereinigten Staaten stattfanden. Am Abend des 3. Mai 1886 hielt August Spies, der Chefredakteur und Herausgeber der Arbeiter-Zeitung, das Organ der österreichischen Sozialdemokratie, auf einer Arbeiterversammlung auf dem Haymarket in Chicago eine Rede. Nach der Haymarket-Versammlung – Ursprung des Arbeiterklassenbewusstseins in den USA – folgte ein mehrtägiger Streik in Chicago. Am 3. Mai kam es zu einer gewalttätigen Auseinandersetzung zwischen Demonstranten und der Polizei, bei der zwei Demonstranten starben. Bei einer Protestkundgebung am Tag darauf stürmte die Polizei die friedliche Versammlung. Ein Unbekannter warf eine Bombe, die einen Polizisten sofort tötete und zahlreiche Polizisten wie auch Demonstranten verletzte. Sechs weitere Polizisten starben an den Folgen des Bombenanschlags. Bei dem anschließenden Gefecht, das in die US-Geschichte als Haymarket Affair eingegangen ist, wurden mehr als 200 Arbeiter verletzt; die Zahl der Toten wird mit sieben Polizisten und schätzungsweise der dreifachen Anzahl auf Seiten der versammelten Arbeiter angegeben.
Acht Anarchisten, die die Kundgebung organisiert hatten, wurden festgenommen und der Verschwörung angeklagt. Vier von ihnen, darunter der Chefredakteur und Herausgeber der Arbeiter-Zeitung, August Spies, wurden am 11. November 1887 gehängt; einer beging in seiner Zelle Suizid. Die noch lebenden drei wurden sechs Jahre später begnadigt.
Auf dem Gründungskongress der Zweiten Internationale zwischen dem 14. und 21. Juli 1889 wurde zum Gedenken an die Opfer des Haymarket Riot der 1. Mai als „Kampftag der Arbeiterbewegung“ ausgerufen.
Am 1. Mai 1890 wurde dieser „Protest- und Gedenktag“ erstmalig mit Massenstreiks und Massendemonstrationen in der gesamten Welt begangen.
Inwieweit der Maifeiertag auf anarchistische Gewerkschaftskämpfe und eine juristische Hatz auf alles Anarchistische zurückgeht, wurde weitgehend verdrängt und wird erst seit wenigen Jahren kritisch angenommen.

## Deutschland – gesetzlicher Feiertag

Titelseite der Frankfurter Volksstimme vom Ersten Mai mit Maifeierparole, 1901

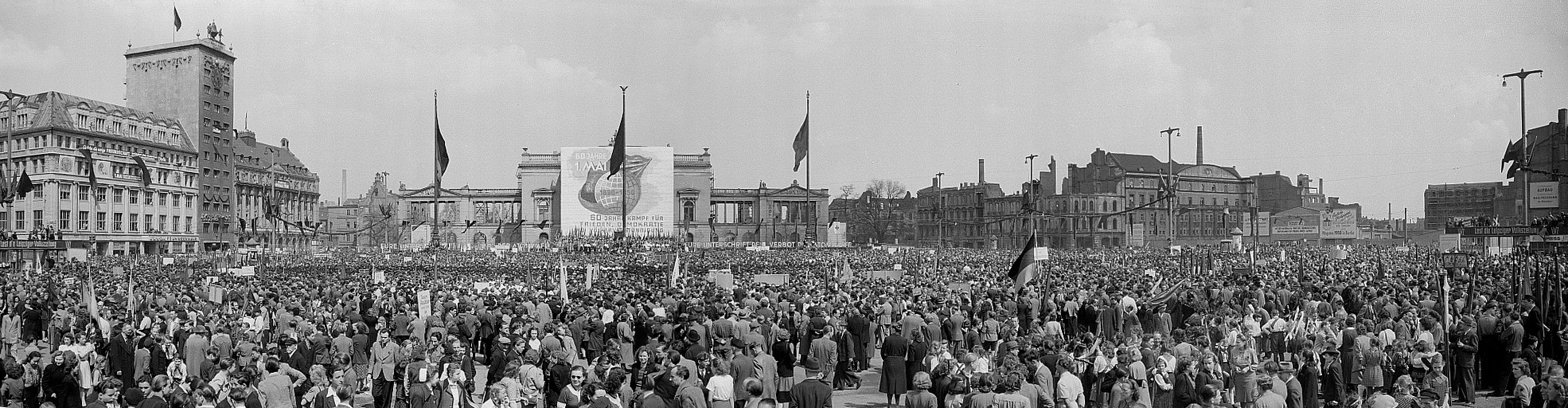
Demonstranten auf dem Augustusplatz in Leipzig zur Feier des Ersten Mai, 1950.

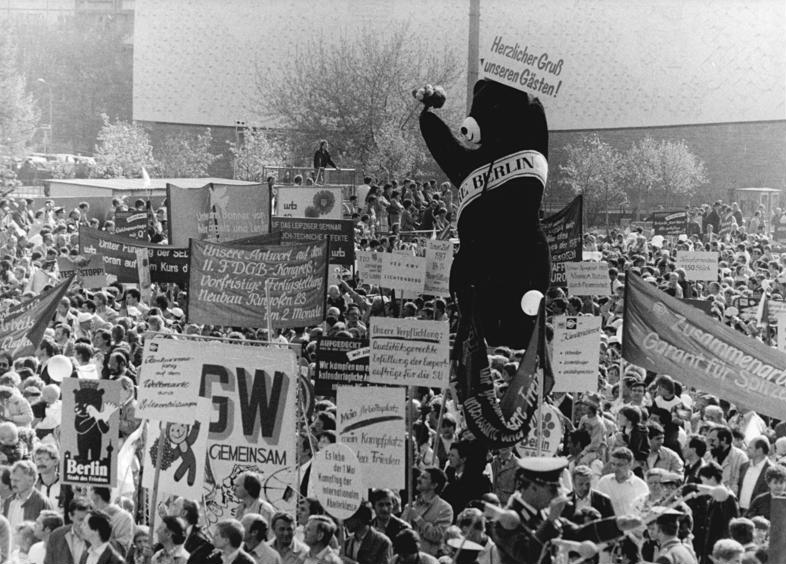
Berlin: „Kampfdemonstration“ zum Ersten Mai in der Karl-Marx-Allee, 1987

Der Versuch der Weimarer Nationalversammlung, am 15. April 1919 den 1. Mai zum gesetzlichen Feiertag zu bestimmen, hatte nur begrenzt auf das Jahr 1919 Erfolg. Für das Gesetz, das nur auf den 1. Mai 1919 beschränkt war, stimmten SPD, DDP und Teile des Zentrums. Während die bürgerlich-rechte Opposition (DNVP, DVP) sowie weite Teile des Zentrums die Einführung des Tages der Arbeit als Feiertag überhaupt ablehnten, ging der USPD das Gesetz nicht weit genug, sie forderte zusätzlich die Einführung des 9. Novembers als Revolutionsfeiertag. Der sogenannte Blutmai (Berlin 1929) ließ die Widersprüche zwischen KPD und SPD deutlich werden.
In der Zeit des Nationalsozialismus wurde der 1. Mai ab 1933 durch die Nationalsozialisten zum gesetzlichen Feiertag. Das Reichsgesetz vom 10. April 1933 benannte ihn als „Tag der nationalen Arbeit“. Am 2. Mai 1933 wurden die Gewerkschaften in Deutschland gleichgeschaltet, die Gewerkschaftshäuser gestürmt und die Vermögen beschlagnahmt. Im Jahr 1934 wurde der 1. Mai durch das Gesetz über die Feiertage zu einem „nationalen Feiertag des deutschen Volkes“ erklärt.
Nach dem Zweiten Weltkrieg wurde der 1. Mai als Feiertag im Jahr 1946 durch den Alliierten Kontrollrat bestätigt. Maikundgebungen durften jedoch nur eingeschränkt durchgeführt werden.
Der 1. Mai ist in der Bundesrepublik Deutschland nach den Feiertagsgesetzen der Länder ein gesetzlicher Feiertag. Die amtliche Bezeichnung in Deutschland ist durch Gesetze der einzelnen Länder geregelt. In Nordrhein-Westfalen wird der 1. Mai auf Grundlage des nordrhein-westfälischen Feiertagsgesetzes als Tag des Bekenntnisses zu Freiheit und Frieden, sozialer Gerechtigkeit, Völkerversöhnung und Menschenwürde (abgekürzt als Tag des Friedens und der Völkerversöhnung) begangen. In Hessen ist der 1. Mai explizit durch Artikel 32 der Hessischen Verfassung als „Feiertag aller arbeitenden Menschen“ anerkannt.
In der DDR und weiteren sozialistischen Ländern wurde der 1. Mai als „Internationaler Kampf- und Feiertag der Werktätigen für Frieden und Sozialismus“ mit aufwändigen Maiparaden begangen und auf die Traditionen der internationalen Arbeiterbewegung verwiesen. Symbol des 1. Mai ist die rote Mainelke.
Seit den 1980er Jahren gab es neben den politischen organisierten Demonstrationen auch regelmäßig Ausschreitungen in der Bundesrepublik, vor allem im Zusammenhang mit der Demonstration zum 1. Mai in Kreuzberg (Berlin).
Darüber hinaus gibt es seit 2001 den internationalen EuroMayDay. Dessen zentrales Anliegen ist, den verschiedenartigsten Formen von Prekarisierung in Arbeit und Leben einen Ausdruck zu geben, die nach Ansicht der Organisatoren durch die klassischen Institutionen der Arbeiterbewegung und der Linken nicht (mehr) organisiert werden.

## Österreich – Staatsfeiertag

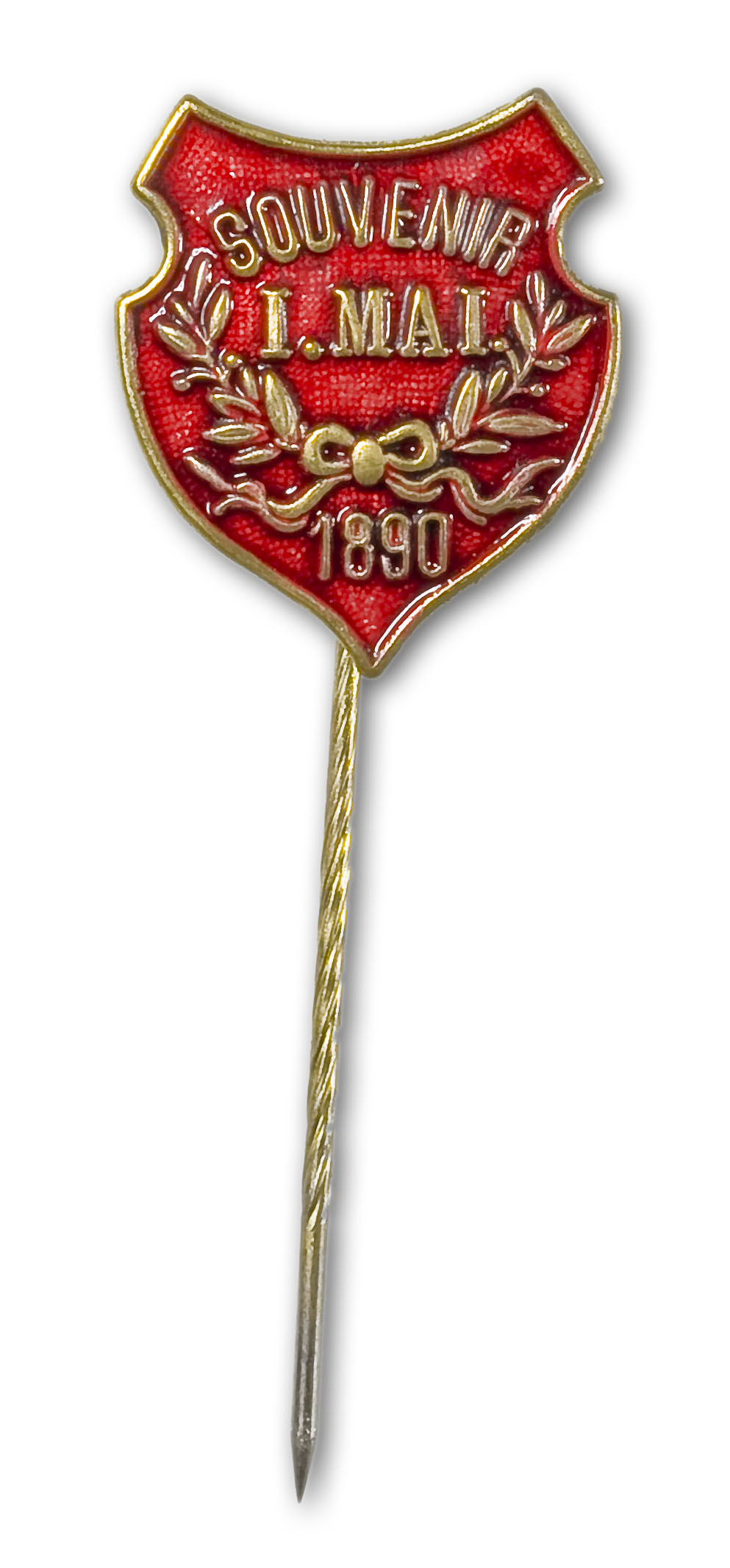
Erstes österreichisches 1.-Mai-Abzeichen. Aufschrift:.

In Österreich finden Kundgebungen zum Ersten Mai seit 1890 statt. Die Wiener Arbeiterschaft veranstaltete z. B. am 1. Mai 1890 im Wiener Prater die mit mehr als 100.000 Teilnehmern größte Kundgebung, die bis dahin jemals in der Stadt Wien zu sehen war. Die 1889 gegründete Arbeiter-Zeitung, dem Organ der österreichischen Sozialdemokratie, nahm darauf Bezug, dass die Maifeier im Prater, einem großen Grünareal, stattfand, und schrieb dazu im Mai 1890:

„Er ist sehr schön, der 1. Mai, und die Tausende von Bourgeois und Kleinbürgern werden es den Hunderttausenden von Proletariern gewiss gerne vergönnen, sich auch einmal das berühmte Erwachen der Natur, das alle Dichter preisen und wovon der Fabrikszwängling so wenig bemerkt, in der Nähe zu besehen.“

Die christliche Arbeiterbewegung veranstaltete im Jahr 1893 die erste Maikundgebung, nachdem sich 1891 Papst Leo XIII. in der Enzyklika Rerum Novarum über die Arbeiterfrage geäußert hatte.
Die Maikundgebungen der Sozialdemokratischen Arbeiterpartei (SDAP) in Wien fanden bis 1918 im Prater statt. In der Ersten Republik wurden ab dem 1. Mai 1919 die Kundgebungen an die Ringstraße verlegt, wo man vor dem Rathaus der seit 1919 sozialdemokratisch regierten Stadt Wien (siehe Rotes Wien) aufmarschierte.
Im Laufe der Jahre wurde der 1. Mai immer mehr zum arbeitsfreien Tag erklärt. So war im Jahr 1907 in 62 % der Kollektivverträge der Tag mit Arbeitsruhe verbunden. Am 25. April 1919 erklärte die Konstituierende Nationalversammlung der Republik Deutschösterreich den 12. November „zum immerwährenden Gedenken an die Ausrufung des Freistaates Deutschösterreich“ sowie den 1. Mai zu allgemeinen Ruhe- und Festtagen.
Nach der Zerschlagung der Sozialdemokratie zur Zeit des beginnenden Austrofaschismus wurden auch die Maifeiern der Sozialdemokraten durch Bundeskanzler Engelbert Dollfuß verboten. Die Diktaturregierung ließ mit Verordnung vom 27. April 1934 von da an am nunmehr zum Staatsfeiertag umgewidmeten 1. Mai die Einführung der Maiverfassung des Ständestaats feiern. Dollfuß erklärte die Einführung des neuen Inhalts zum alten Feiertag bei einer Feier im Wiener Stadion anlässlich der Proklamation der neuen Verfassung des „Ständestaates“ wie folgt:

„Wir haben den 1. Mai hiezu gewählt, absichtlich gewählt, weil der 1. Mai der Träger der Symbole der erwachenden und erwachten Natur, auch gleichzeitig der Tag der Jugend ist, als Tag der Arbeit gilt und den Beginn des der Mutter Gottes geweihten Monats kündet. Der neue Staatsfeiertag am 1. Mai, der zum Kampftag proletarischer Klasseninteressen erniedrigt worden ist, soll wieder Tag der Arbeit, der Tag aller Arbeiter werden, dem die Wertung der Arbeit aller arbeitenden Menschen, ihr Zusammengehörigkeitsgefühl, das Gefühl des Aufeinanderverwiesenseins, das Gefühl des Einanderverpflichtetseins Inhalt und Form gibt … Der 1. Mai, der Tag der edelsten und reinsten Mutter, soll schließlich auch allen Müttern gewidmet sein, der Tag der Mutter werden … In diesem Jahre ist aber der 1. Mai auch der erste Tag der neuen Verfassung Österreichs, der Tag, an dem das neue Österreich vor aller Welt in Erscheinung tritt.“

Die nunmehr illegal erscheinende Arbeiter-Zeitung stellte am Tag davor zum 1. Mai bitter fest:
„Sie sind die Sieger. Und wir sind besiegt. Sie haben uns alles geraubt. Wir sind ohnmächtig, rechtlos, geächtet.“
In den Jahren des Nationalsozialismus war der 1. Mai der „Nationale Feiertag des deutschen Volkes“ und gesetzlicher Feiertag. Ein eigener Tag der Arbeit sollte nicht mehr existieren, Arbeitgeber und Arbeitnehmer waren damals in der Deutschen Arbeitsfront zusammengefasst.
Nach Kriegsende wurde der 1. Mai 1945 mit § 1 des Feiertagsruhegesetzes wieder als gesetzlicher Feiertag fortgeführt. Mit Bundesgesetz vom 14. Juli 1949 wurde der 1. Mai explizit zum Staatsfeiertag erklärt. Dies blieb auch nach Wiederverlautbarung als Feiertagsruhegesetz 1957 und bis heute so (§ 1 Feiertagsruhegesetz 1957).

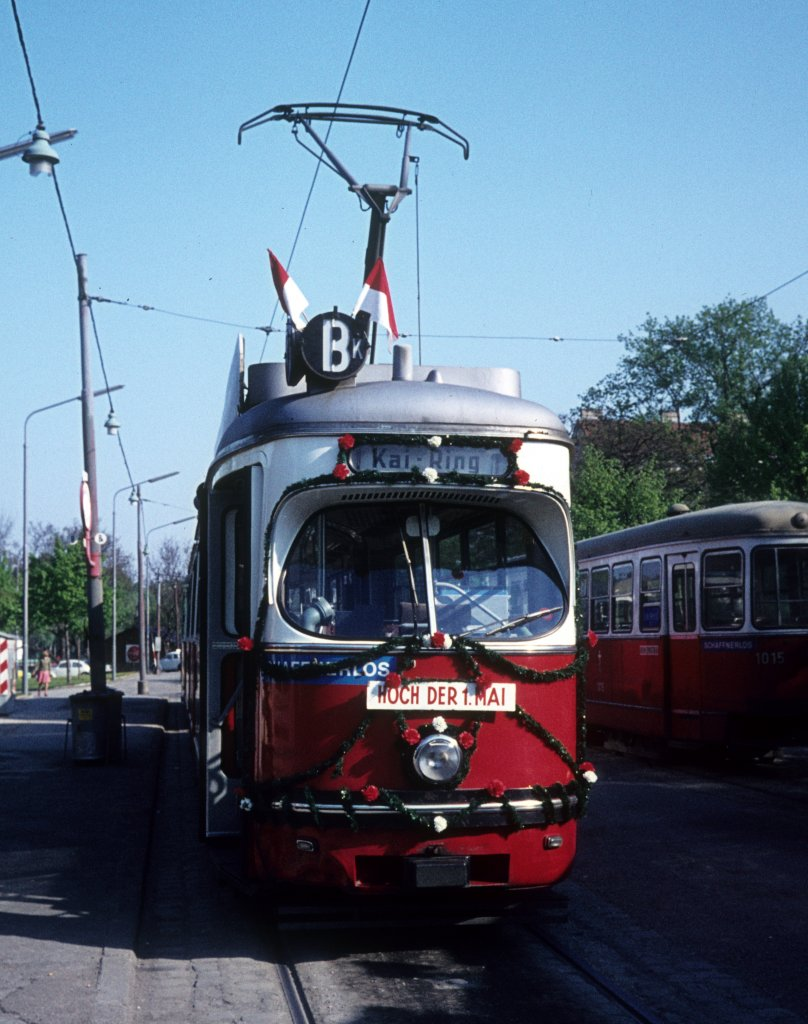
Geschmückter Wiener Straßenbahnzug am 1. Mai 1976

Von 1913 bis 1998 begann der Betrieb der stadteigenen Verkehrsbetriebe am 1. Mai erst ab etwa 13:00 Uhr, um den Arbeitnehmern die Möglichkeit zu geben, am Maiaufmarsch teilzunehmen. Die jeweils erste Straßenbahngarnitur und der jeweils erste Autobus der Linien waren vom Ausrücken bis zum Einziehen an der Front festlich geschmückt.
Der große Maiaufmarsch der Sozialdemokraten wird in Wien durchgeführt. Nachdem bis dahin Kundgebungen in den Bezirken stattfanden, gingen sie 1921 erstmals von verschiedenen Treffpunkten in den Bezirken über die Wiener Ringstraße zum Rathausplatz, wo die Abschlusskundgebung stattfand. Die heutige Form geht jedoch auf das Jahr 1929 zurück. Im Jahre 1926 gab es erstmals am Vorabend einen Fackelzug der Arbeiterjugend. Während der Jahre 1933 bis 1945 konnte er nicht stattfinden. 1946 marschierten 200.000 Menschen am Rathaus vorbei und 1947 gab es wieder einen Fackelzug der Sozialistischen Jugend Wien. Im Jahre 1981 war der Aufmarsch durch den Terroranschlag auf Heinz Nittel überschattet, der auf dem Weg zu den Feierlichkeiten war.
Die Teilnahme am Maiaufmarsch SPÖ in Wien wurde von der Partei erstmals im Jahr 2018 mit 120.000 Teilnehmern angegeben, was einer Steigerung im Vergleich zu den Vorjahren entsprochen haben soll. Als im Jahr 2019 die SPÖ neuerlich von 120.000 Teilnehmern sprach, ergaben polizeiliche Luftbildaufnahmen eine Zahl von lediglich 12.000 Teilnehmern, 2022 ergab die Zählung der Polizei nur noch 1.500 bis 2.000 Teilnehmer. 2025 waren laut der Tageszeitung Der Standard sowie des Landesstudios Wien des ORF „Zehntausende“ beim Maiaufmarsch der Wiener SPÖ.

## Schweiz – kantonaler Feiertag
In der Schweiz ist nur der 1. August bundesweiter staatlicher Feiertag. Andere Tage, so auch der 1. Mai, sind kantonal geregelt (siehe auch Feiertage in der Schweiz):
- In den Kantonen Basel-Stadt, Basel-Landschaft, Jura, Neuenburg und Zürich ist er als Tag der Arbeit ein gesetzlich anerkannter Feiertag, der den Sonntagen gleichgestellt ist.
- In den Kantonen Schaffhausen, Thurgau und Tessin ist er als Tag der Arbeit ein gesetzlich anerkannter kantonaler Ruhetag.
- Im Kanton Solothurn ist er ein gesetzlich anerkannter halber Feiertag (ab 12:00 Uhr).
- In den Kantonen Freiburg und St. Gallen ist ab 12:00 Uhr für alle Mitarbeiter des öffentlichen Dienstes arbeitsfrei.
- Im Kanton Aargau ist er zwar nicht gesetzlich anerkannt, dennoch wird überwiegend höchstens bis Mittag gearbeitet. Aufgrund der bereits ausgeschöpften Feiertage sei eine Einführung des ersten Mai als Feiertag laut Regierung nicht möglich.[31]
- Im Kanton Bern ist der 1. Mai ein Arbeitstag. Die Angestellten der Städte Biel und Bern haben einen freien Tag, alle Anderen im Kanton arbeiten normal.
- In den Gemeinden Hildisrieden (LU), Schüpfheim (LU) und Muotathal (SZ) wird der 1. Mai nicht als Tag der Arbeit begangen, er ist als Gedenktag des lokalen Schutzpatrons St. Sigismund aber trotzdem ein gesetzlicher Feiertag. In den übrigen Teilen der Kantone Luzern und Schwyz ist der 1. Mai ein regulärer Arbeitstag.

In den übrigen Kantonen und somit in der Mehrheit der Kantone ist der erste Mai kein Feiertag.
In der Stadt Zürich organisiert das Zürcher 1.-Mai-Komitee zusammen mit dem Gewerkschaftsbund des Kantons Zürich (GBKZ) die 1.-Mai-Feiern als mehrtägiges Fest, das nach Angaben der Veranstalter von Zehntausenden besucht wird. Schon in den 1990er-Jahren war es schon fast "eine Tradition", dass die Kundgebungen von gewalttätigen „Nachdemonstrationen“ überschattet wurden, bei denen sich Vertreter des Schwarzen Blocks und andere „Chaoten“ Straßenkämpfe mit der Polizei liefern.

## Evangelischer Gedenktag
In den Evangelischen Kirchen ist der Erste Mai kein Feiertag. Die Perikopenordnung geht allerdings auch auf das Themenfeld „Arbeit“ ein. Unter den Stichworten, mit denen dieses Themenfeld versehen ist, findet sich auch der „Tag der Arbeit“, so dass sich für selbigen die Möglichkeit eines „Bittgottesdienstes für gesegnete Arbeit“ ergibt, der aber auch am Erntebitttag oder am Hagelfeiertag begangen werden kann. Die liturgische Farbe ist violett.

## Katholischer Gedenktag
In Reaktion auf die vielfach sozialistisch ausgerichtete Arbeiterbewegung des 19. Jahrhunderts wurde der 1. Mai von Papst Pius XII. (Amtszeit von 1939 bis 1958) im Jahr 1955 zum Gedenktag Josefs des Arbeiters erklärt. Der Ehemann Mariens und Nährvater Jesu war laut der Bibel als τέκτων (téktōn, Bauhandwerker) tätig und gilt traditionell als Patron der Arbeiter.
Der bayerische Herzog Maximilian I. erklärte Maria 1616 zur „Patrona Bavariae“ und führte den 14. Mai als Festtag für seine Herrschaft ein. Im Zuge der Revision des Heiligenkalenders nach dem Zweiten Vaticanum wurde der Gedenktag auf den 1. Mai vorverlegt; er wird noch immer in den Diözesen der Freisinger Bischofskonferenz (bayerische und fränkische Diözesen, zuzüglich Diözese Speyer) begangen.

## International
In vielen englischsprachigen Ländern besteht mit dem Labor Day ein Äquivalent zum Tag der Arbeit am 1. Mai. Der folgende Abschnitt führt nur diesen auf.

### Europa

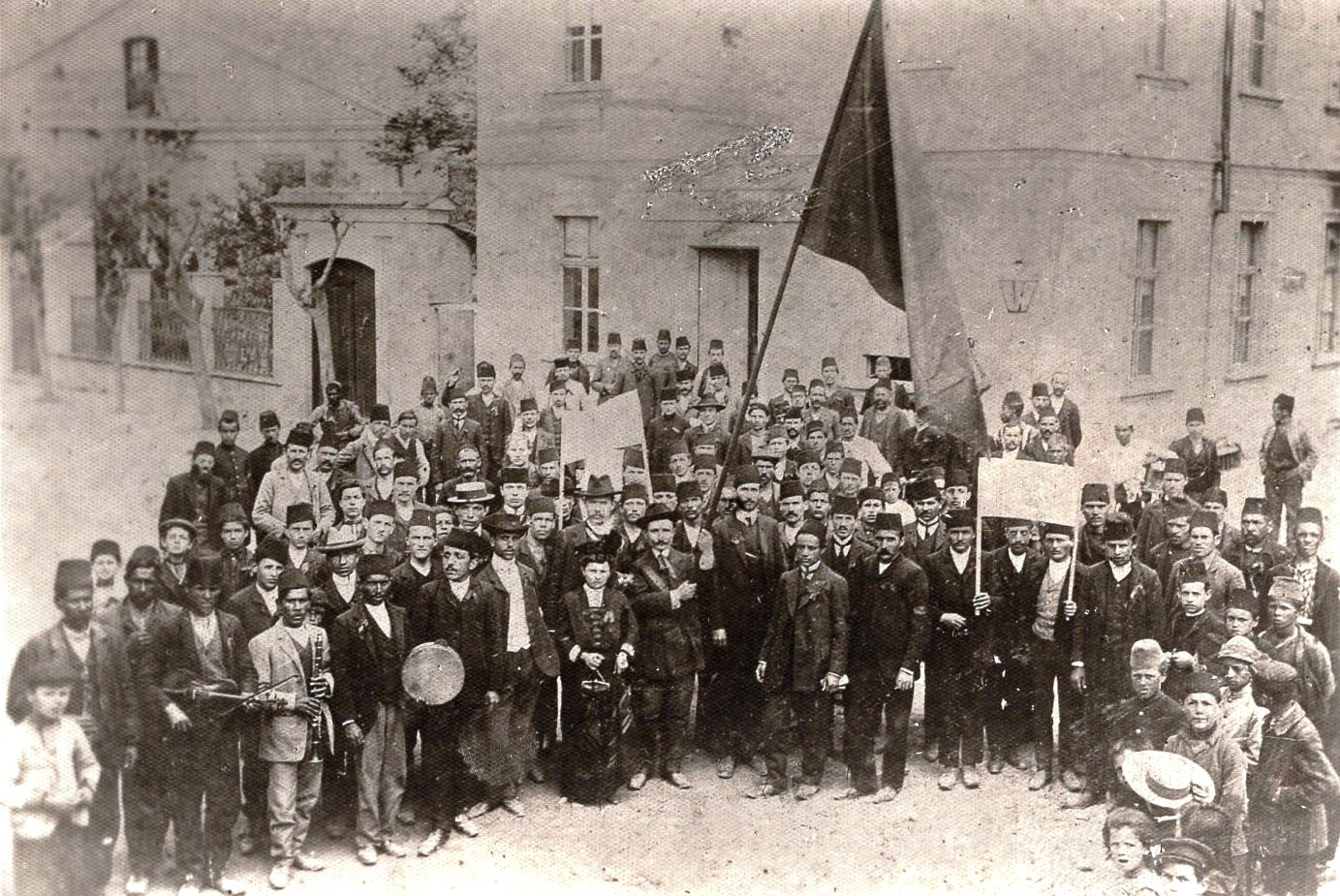
Feierlichkeiten zum ersten Erster Mai der Osmanischen Zeit in Skopje, 1909

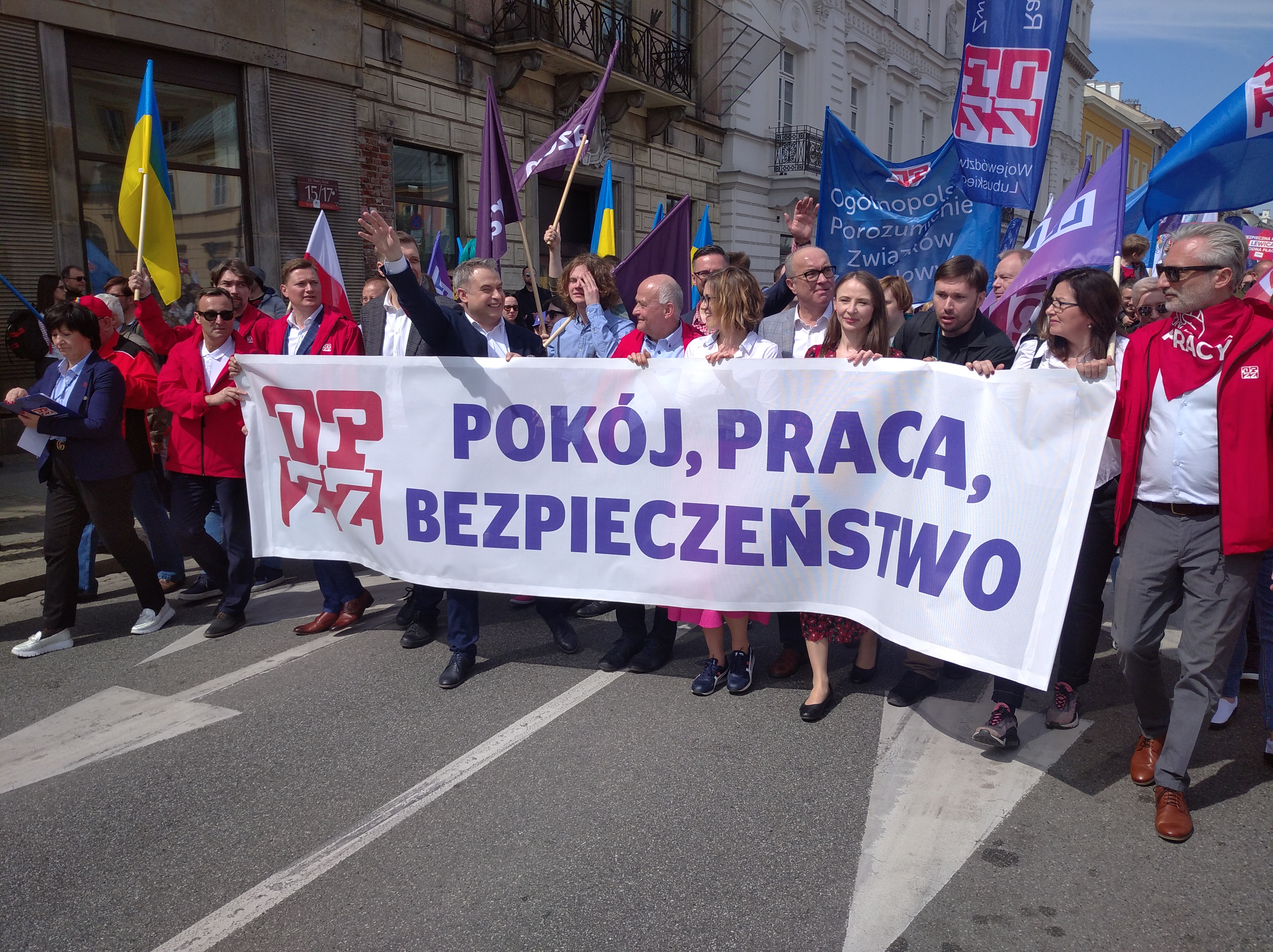
Banner, getragen während der Parade zum 1. Mai in Warschau (2022)

- In Belgien und Luxemburg[42] ist der Erste Mai ein gesetzlicher Feiertag.
- In Bulgarien wurde der Erste Mai (bulgarisch Първи май) ab 1890 als Arbeitertag (bulgarisch Ден на труда) begangen. Ab 1939 wurde er zum gesetzlichen Feiertag und ab 1945 wird er als Tag der Arbeit und der internationalen Arbeitersolidarität (bulgarisch Ден на труда и на международната работническа солидарност) gefeiert.
- In Dänemark ist der 1. Mai kein gesetzlicher Feiertag. Einige Firmen haben ihn trotzdem als arbeitsfreien Tag.
- In Finnland ist der 1. Mai ein gesetzlicher Feiertag und seit 1979 ein offizieller Flaggtag mit dem Namen „Tag der finnischen Arbeit“.
- In Frankreich heißt der Tag Fête du Travail (Fest der Arbeit) und ist gesetzlicher Feiertag. Es gibt den Brauch, Maiglöckchen als Symbol des Frühlings und als Glücksbringer zu verschenken.
- In Griechenland Tag der Arbeit (griechisch Εργατική Πρωτομαγιά = Erster Mai der Arbeit)
- In Italien wurde der Erste Mai ab 1890 als Arbeitertag begangen. Nach 1921, in der Zeit des Faschismus unter Benito Mussolini, wurde er als offizieller Tag aus politischen Gründen abgeschafft und ersetzt durch den 21. April als „Geburt Roms – Fest der Arbeit“ (Natale di Roma – Festa di lavoro). Der 21.04. war der offizielle Festtag der Faschisten und wurde so per Gesetzeskraft von den Sozialisten abgegrenzt.[43] Nach 1945 wurde wieder der Erste Mai der Tag der Arbeit als Festa del lavoro oder Festa dei lavoratori. In Rom fanden seit 1990 dann auf der Piazza di Porta San Giovanni die stark besuchte Veranstaltung Concerto per celebrare il Primo Maggio statt, bei der 1996 um die 500.000 und 2006 rund 1,5 Mio. Besucher teilnahmen.
- In Kroatien und Serbien Tag der Arbeit (serbisch / kroatisch Međunarodni praznik rada = Internationaler Feiertag der Arbeit)
- In Portugal heißt der Tag Dia do trabalhador und ist gesetzlicher Feiertag.
- In Russland wird am 1. Mai der gesetzliche Feiertag „Tag des Frühlings und der Arbeit“ begangen.
- In Spanien ist der Erste Mai ein Feiertag, der während der Zweiten Spanischen Republik von 1931 bis 1936/1939 begangen wurde und dann wieder ab 1977 nach der Diktatur von Francisco Franco.
- In der Tschechoslowakei wurde der Staatsfeiertag im Jahr 1919 eingeführt und seither, auch in den beiden Nachfolgestaaten Tschechien und Slowakei, gefeiert.[44]
- In Schweden wird der Tag nur mit Första maj (Erster Mai) bezeichnet und ist seit 1939 gesetzlicher Feiertag.
- In Ungarn heißt der Tag Munka ünnepe (= Feiertag der Arbeit) und ist gesetzlicher Feiertag.
- Norwegen: Feiertag Arbeidernes internasjonale kampdag.
- In Slowenien Tag der Arbeit (slowenisch Praznik dela = Feiertag der Arbeit)
- In Polen Tag der Arbeit (polnisch Święto Pracy = Feiertag der Arbeit)
- In Nordmazedonien ist der Erste Mai ein gesetzlicher Feiertag.
- In Malta ist der Erste Mai als Worker's Day ein gesetzlicher Feiertag.

### Afrika
- In Ägypten ist der Erste Mai ein offizieller Feiertag. Er nennt sich arabisch عيد العمال ʿĪd al-ʿUmmāl ‚Tag der Arbeiter‘.
- In Algerien ist der Erste Mai ein offizieller Feiertag. Er nennt sich arabisch عيد العمال ʿĪd al-ʿUmmāl ‚Tag der Arbeiter‘.
- In Äquatorialguinea ist der Erste Mai ein offizieller Feiertag.
- In Äthiopien ist der Erste Mai ein offizieller Feiertag.
- In Burkina Faso ist der Erste Mai ein offizieller Feiertag.
- In der Elfenbeinküste ist der Erste Mai ein offizieller Feiertag.
- In Gambia ist der Erste Mai ein offizieller Feiertag.
- In Ghana ist der Erste Mai ein offizieller Feiertag.
- In Kamerun ist der Erste Mai ein offizieller Feiertag.
- In Kenia ist der Erste Mai ein offizieller Feiertag (Labour Day).
- In Marokko ist der Erste Mai ein offizieller Feiertag.
- In Mosambik ist der Erste Mai ein offizieller Feiertag.
- In Südafrika ist der Erste Mai ein offizieller Feiertag (Workers’ Day).
- In Tansania ist der Erste Mai ein offizieller Feiertag.
- In Tunesien ist der Erste Mai ein offizieller Feiertag.

### Amerika
- In Argentinien ist der Erste Mai als Día Internacional del Trabajador ein offizieller Feiertag.
- In Brasilien ist der Erste Mai ein offizieller Feiertag.
- In Chile ist der Erste Mai als Día del Trabajo ein offizieller Feiertag.
- In Costa Rica ist der Erste Mai ein offizieller Feiertag.
- In Ecuador ist der Erste Mai als Día del Trabajo ein offizieller Feiertag.
- In El Salvador ist der Erste Mai als Día del Trabajo ein offizieller Feiertag.
- In Honduras ist der Erste Mai ein offizieller Feiertag.
- In Kuba ist der Erste Mai ein offizieller Feiertag.
- In Kolumbien ist der Erste Mai ein offizieller Feiertag.
- In Mexiko ist der Erste Mai als Día del Trabajo ein offizieller Feiertag.
- In Peru ist der Erste Mai als el Día del Trabajo ein offizieller Feiertag.
- In Uruguay ist der Erste Mai ein offizieller Feiertag, den die Gewerkschaften feiern.

### Asien

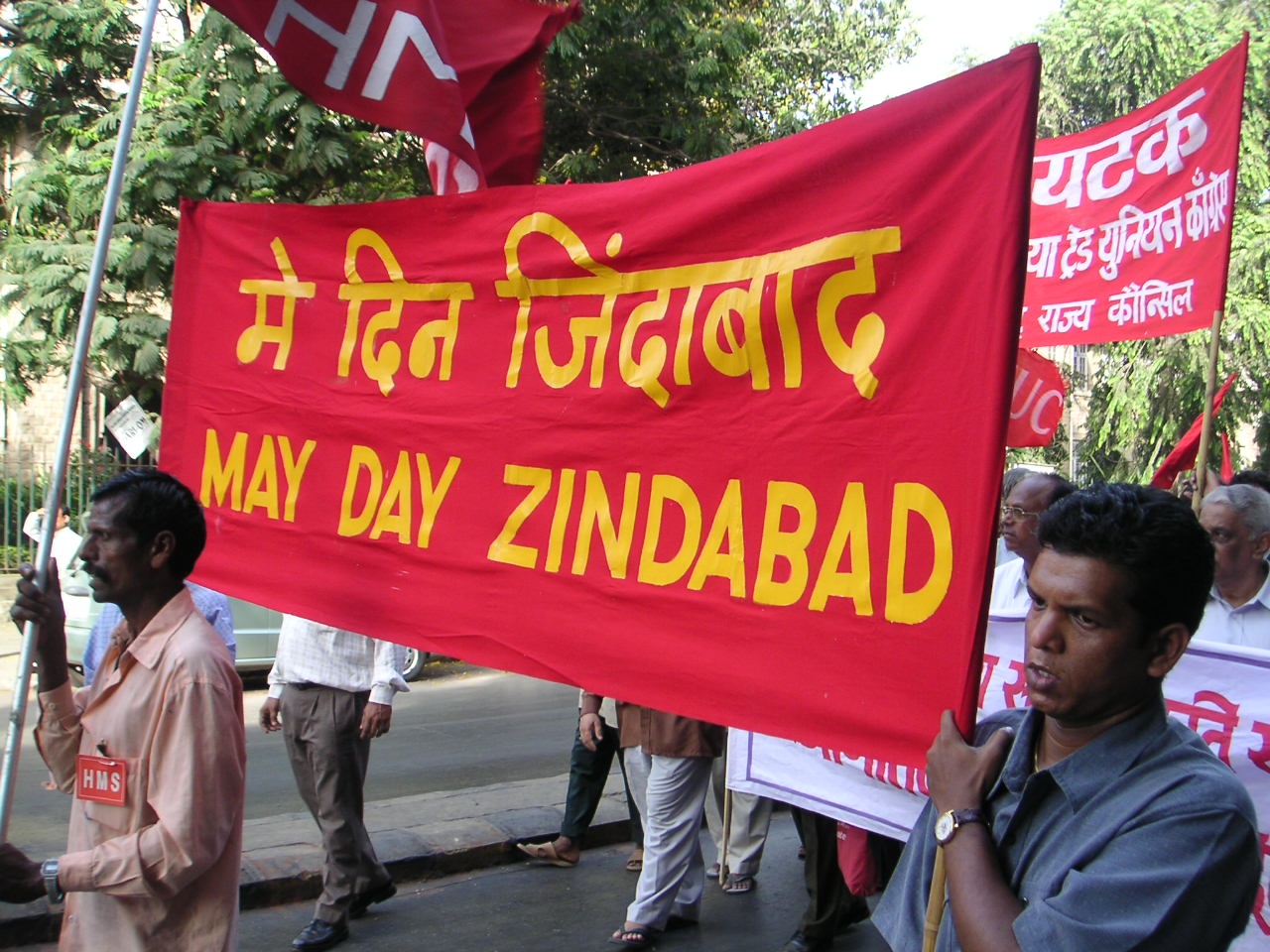
Demonstration zum 1. Mai in Mumbai, Indien

- In der Volksrepublik China wird der Tag der Arbeit, chinesisch 劳动节,  láo dòng jié, ebenfalls am 1. Mai begangen und ist ein gesetzlicher Feiertag. Sollte dieser Feiertag auf einen Samstag oder Sonntag fallen, wie im Jahr 2021, wird am folgenden Montag den Beschäftigten ein arbeitsfreier Tag zugesprochen. Schüler erhalten regulär drei Tage Schulferien.
- In Indien ist der Erste Mai ein öffentlicher Tag der Arbeit. 1923 wurden am Ersten Mai erstmals in Madras von der Gewerkschaft Kundgebungen organisiert. Als Maharashtra Day wird er in Maharashtra und als Gujarat Day in Gujarat begangen, den zwei Provinzen, die aus der ehemaligen Provinz „Bombay“ hervorgingen.

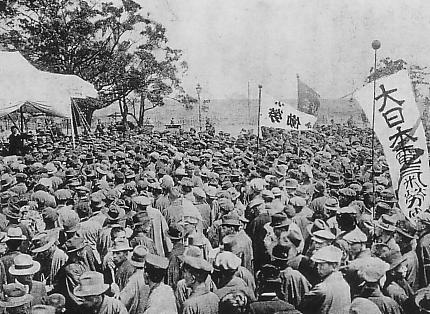
1920: Japans erster Maifeiertag (Ueno-Park in Tokio)

- In Japan heißt der Tag der Arbeit May Day (メーデー, Mē Dē). Der erste Maifeiertag fand im Japanischen Kaiserreich im Jahr 1920 statt, und zwar am 2. Mai, einem Sonntag. Rund 10.000 Arbeiter versammelten sich an jenem Tag im Ueno-Park in Tokio, um die Einführung des 8-Stunden-Tags zu fordern. In den folgenden Jahren fand der Maifeiertag dann jeweils am 1. Mai statt, vor dem Krieg zum letzten Mal im Jahr 1936. Der Maifeiertag lebte im Jahr 1946 wieder auf und wird seitdem jedes Jahr von den Gewerkschaften mit verschiedenen Aktivitäten begangen. Seit 2001 feiern allerdings verschiedene Gewerkschaften den Maifeiertag an unterschiedlichen Tagen, so etwa am 28. oder 29. April, oder wie gehabt am 1. Mai. Ein gesetzlicher Feiertag ist der 1. Mai in Japan nicht, stattdessen gibt es den Arbeitsdanktag am 23. November. Dieser soll in der Bevölkerung ein allgemeines Gefühl der Dankbarkeit für die gegenseitig geleistete Arbeit sowie für die erreichten Produktionsleistungen wecken. Der Feiertag geht zurück auf den kaiserlichen Feiertag niinamesai (新嘗祭), der seit 1874 am selben Tag im Sinne eines Erntedankfestes gefeiert wurde. Vorgeschichte und Inhalt dieses Feiertages zeigen, dass beide Tage nicht miteinander verwechselt werden dürfen.
- In den Philippinen wird der Tag der Arbeit „Araw ng Paggawa“ genannt. Am 1. Mai 1903 marschiertem tausende in der Union Obrero Democratica de Filipinas organisierte Arbeiter zum Malacañang Palace, dem Sitz des amerikanischen Kolonial-Generalgouverneurs, um für ihre Rechte zu demonstrieren. Am 8. April 1908 verabschiedete der Kongress das Gesetz, so dass am 1. Mai 1913 sechsunddreißig Gewerkschaften den Feiertag eröffnen konnten.[45]
- In Syrien ist der 1. Mai Nationalfeiertag, an dem unter anderem die Läden geschlossen sind. Auf Arabisch heißt der Tag Jom al-Umal / عيد العمال / ‘Īd al-‘Ummāl
- In der Türkei heißt der Erste Mai Emek ve Dayanışma Günü (Tag der Arbeit und Solidarität).[46] Der 1. Mai wurde zum ersten Mal 1923 gefeiert. Damals hieß er 1 Mayıs İşçi Bayramı (1.-Mai-Arbeiterfeiertag). Nach dem Militärputsch von 1980 wurde der 1. Mai als Feiertag abgeschafft und erst im April 2009 als offizieller Feiertag wieder eingeführt. In den letzten Jahren kam es immer wieder zu blutigen und tödlichen Konfrontationen zwischen Demonstranten und Sicherheitskräften.
- In der Türkischen Republik Nordzypern ist der 1. Mai wie in der Türkei der Tag der Arbeit und Solidarität.
- Auch in Indonesien, Kambodscha, Malaysia, Südkorea, Thailand, Taiwan und Vietnam ist der 1. Mai Tag der Arbeit.

### Nordamerika, Ozeanien
Der Tag der Arbeit in USA, Kanada, Australien und Neuseeland ist der Labor Day.

## Namensgebungen
Bauwerke
- U-Bahnhof 1 Mai, Bukarest
- Stadion Erster Mai, Pjöngjang
- Kopalnia Węgla Kamiennego Pierwszego Maja, Wodzisław Śląski

Weiteres
- 1. Mai – Helden bei der Arbeit, Film
- 1. Mai 87, Band
- Perwomaiski